# Discourellidae
Famille
Genre
Discourella Berlese, 1910 est le seul genre des Discourellidae,  Baker & Wharton, 1952, plus de 70 espèces sont connues.
Trichodinychura Willmann, 1951, Comydinychus Berlese, 1917 et Phyllocilliba Marais & Loots, 1979 en sont synonymes.